# مارك كارني
مارك جوزيف كارني (بالإنجليزية: Mark Carne)‏، هو رجل أعمال اسكتلندي شغل منصب نائب الرئيس التنفيذي لشركة شل في الشرق الأوسط وشمال أفريقيا وكان الرئيس التنفيذي لشركة نيتورك ريل.

## الحياة المبكرة
في بداية مسيرته المهنية في شركة شل، أشرف كارني على استجابة الشركة لكارثة بايبر ألفا عام 1988. وبعد ترقيته للإشراف على عمليات الشركة في بحر الشمال، أصبح المدير الإداري لشركة بروناي شل للبترول (شركة تابعة لشركة شل). وبعد 21 عامًا، انتقل إلى مجموعة بي جي، حيث أصبح المدير الإداري لشركة بي جي لأوروبا وآسيا الوسطى. وبالعودة إلى شل، أصبح نائب الرئيس التنفيذي لمنطقة الشرق الأوسط وشمال إفريقيا، خلال سنوات الربيع العربي. وفي عام 2013، عُيّن رئيسًا تنفيذيًا لشركة نيتورك ريل.